# Jeroen Baert
Jeroen Baert (Reet, 10 juli 1967) is een Belgisch advocaat en politicus voor de CVP / CD&V en vervolgens de N-VA.

## Levensloop
Baert doorliep zijn secundair onderwijs aan het Onze-Lieve-Vrouw Instituut (OLVI) te Boom. Vervolgens studeerde hij Rechten aan de Universiteit Antwerpen (UA). Sinds 1992 is hij actief als advocaat.
Hij kwam de eerste maal op bij de lokale verkiezingen van 2000 voor de CVP / CD&V te Boom en werd onmiddellijk verkozen. Van 2001 tot 2006 was hij schepen. In de aanloop naar de lokale verkiezingen van 2006 besliste hij na onenigheid over de lijstvorming om geen kandidaat te zijn voor de CD&V. Samen met schepen Leo De Saeger kwam hij op met de scheurlijst Baert & De Saeger en werd hij uit de CD&V gezet.  De kieslijst kreeg 6,58% van de stemmen, goed voor één mandaat dat naar lijsttrekker De Saeger ging. Baert kreeg 295 voorkeurstemmen en werd eerste opvolger. In april 2010 volgde hij De Saeger op als gemeenteraadslid. In augustus 2011 maakte hij zijn overstap naar de N-VA bekend.
Bij de lokale verkiezingen van 2012 was hij lijsttrekker voor deze partij. Hij behaalde 1.595 voorkeurstemmen. Sinds 2013 is hij burgemeester in deze gemeente, alwaar hij een coalitie van N-VA, Open Vld en CD&V leidt. In april van zijn eerste ambtsjaar als burgemeester kwam hij in het nieuws met een omstreden gemeentelijke verordening rond een verbod op religieuze symbolen voor gemeenteraadsleden. De nationale N-VA-partijtop distantieerde zich van het voorstel. Zo stelde N-VA-woordvoerder Joachim Pohlman dat de betreffende gemeentelijke verordening vermoedelijk het redelijkheids- en proportionaliteitsprincipe schond. Geert Bourgeois (eveneens N-VA) vulde daarop aan dat hij zich vanuit zijn hoedanigheid als minister van integratie er tegen verzette. Ten slotte kwam er ook vanuit coalitiepartner CD&V en oppositiepartij Boom Eén kritiek op de gemeentelijke verordening. Baert wees zelf op het feit dat het verbod niet juridisch afdwingbaar was. Naar verluidt werd er ook klacht ingediend bij het Antwerpse provinciebestuur. Opiniemaker Yves Desmet ging zelfs nog een stap verder en stelde dat de gemeentelijke verordening niet enkel in strijd is met de Grondwet, maar tevens ook met de essentie van de democratie zelf. Uiteindelijk werd het verbod ingetrokken.
Bij de gemeenteraadsverkiezingen van 2018 haalde hij 1596 stemmen en zijn partij de N-VA tien zetels. Baert werd opnieuw burgemeester. Open Vld, dat de kiesdrempel niet haalde werd in de coalitie vervangen door Groen.